# Kampfgeschwader 27
La Kampfgeschwader 27 Boelcke (KG 27) (27e escadron de bombardiers) est une unité de bombardiers de la Luftwaffe pendant la Seconde Guerre mondiale. 

## Opérations
Le KG 27 a opéré sur des bombardiers Heinkel He 111P/H et dans les derniers mois de la guerre sur des chasseurs Messerschmitt Bf 109G et Focke-Wulf Fw 190A. 

## Organisation

### Stab. Gruppe
Formé le 1er mai 1939 à Hanovre-Langenhagen à partir du Stab/KG 157.

Un Stabs-staffel a existé de mai 1939 à octobre 1942.

Le 23 novembre 1944, il est renommé Stab/KG(J)27.

Le Stab./KG 27 est dissous le 8 avril 1945.

Geschwaderkommodore (Commandant de l'escadron) :
| Début           | Fin             | Grade          | Nom                             |
| --------------- | --------------- | -------------- | ------------------------------- |
| 1er mai 1939    | Novembre 1939   | Oberst         | Hans Behrendt (de)              |
| Novembre 1939   | Décembre 1939   | Generalmajor   | Richard Putzier                 |
| Janvier 1940    | 22 juin 1940    | Oberst         | Hans Behrendt                   |
| 22 juin 1940    | 25 juillet 1940 | Oberstleutnant | Bernhard Georgi                 |
| 26 juillet 1940 | 6 octobre 1940  | Oberst         | Gerhard Conrad (de)             |
| Novembre 1940   | 1941            | Major          | Gerhard Ulbricht                |
| ?               | ?               | ?              | ?                               |
| Janvier 1942    | Novembre 1943   | Oberst         | Hans-Henning Freiherr von Beust |
| Décembre 1943   | 8 mai 1945      | Major          | Rudi Kiel                       |

### I. Gruppe
Formé le 1er mars 1940 à Hanovre-Langenhagen à partir du I./KG 157 avec :
- Stab I./KG 27 à partir du Stab I./KG 157
- 1./KG 27 à partir du 1./KG 157
- 2./KG 27 à partir du 2./KG 157
- 3./KG 27 à partir du 3./KG 157

Le 23 novembre 1944, le I./KG 27 est renommé I./KG(J)27.

Il est dissous le 8 avril 1945.
Gruppenkommandeure (Commandant de groupe) :
| Début            | Fin              | Grade          | Nom                                |
| ---------------- | ---------------- | -------------- | ---------------------------------- |
| 1er mai 1939     | 1er octobre 1939 | Oberstleutnant | Graumnitz                          |
| 1er octobre 1939 | 31 mai 1940      | Major          | Sigismund Freiherr von Falkenstein |
| 1er juin 1940    | Novembre 1940    | Major          | Gerhard Ulbricht                   |
| Novembre 1940    | 8 juillet 1941   | Hauptmann      | Fritz Reinhard                     |
| Juillet 1941     | 29 décembre 1941 | Major          | Hubertus Lessmann                  |
| ?                | ?                | ?              | ?                                  |
| 1943             | 1943             | Hauptmann      | Joachim Petzold                    |

### II. Gruppe
Formé le 1er mai 1939 à Wunstorf à partir du II./KG 157 avec : 
- Stab II./KG 27 à partir du Stab II./KG 157
- 4./KG 27 à partir du 4./KG 157
- 5./KG 27 à partir du 5./KG 157
- 6./KG 27 à partir du 6./KG 157

Le 23 novembre 1944, le II./KG 27 est renommé II./KG(J)27.

Il est dissous le 8 avril 1945.
Gruppenkommandeure :
| Début        | Fin          | Grade     | Nom                  |
| ------------ | ------------ | --------- | -------------------- |
| 1er mai 1939 | ?            | Major     | de Salengre Drabbe   |
| 1940         | 1940         | Major     | Tamm                 |
| 1940         | 12 août 1940 | Major     | Schlichting          |
| Août 1940    | Janvier 1943 | Hauptmann | Reinhard Günzel      |
| Janvier 1943 | 15 mars 1944 | Major     | Karl August Petersen |
| ?            | ?            | ?         | ?                    |

### III. Gruppe
Formé le 1er mai 1939 à Delmenhorst à partir du III./KG 157 avec :
- Stab III./KG 27 devient Stab III./KG 157
- 7./KG 27 à partir du 7./KG 157
- 8./KG 27 à partir du 8./KG 157
- 9./KG 27 à partir du 9./KG 157

Le 23 novembre 1944, le III./KG 27 est renommé Stab III./KG 157.

Il est dissous le 8 avril 1945.
Gruppenkommandeure :
| Début        | Fin             | Grade     | Nom                             |
| ------------ | --------------- | --------- | ------------------------------- |
| 1er mai 1939 | 26 juin 1939    | Oberst    | Dr Sommer                       |
| 26 juin 1939 | 24 février 1940 | Major     | Andreas Nielsen                 |
| Février 1940 | 1940            | Hauptmann | Schirmer                        |
| 1940         | 22 octobre 1940 | Major     | Manfred Speck von Sternberg     |
| Octobre 1940 | Janvier 1942    | Hauptmann | Hans-Henning Freiherr von Beust |
| ?            | ?               | ?         | ?                               |
| 1942         | 22 avril 1943   | Major     | Erich Thiel                     |
| Avril 1943   | ?               | Hauptmann | Karl Mayer                      |
| ?            | ?               | ?         | ?                               |

### IV. Gruppe
Formé en juillet 1940 à Avord comme (Erg.Gruppe/KG 27) avec 3 Staffeln (2 avec Junkers Ju 52 et 1 avec Heinkel He 111) :
- 1./Erg.Gr. KG 27
- 2./Erg.Gr. KG 27
- 3./Erg.Gr. KG 27

Le 24 novembre 1940, réduction à Erg.Staffel/KG 27, mais le 13 mars 1941, augmentation de Gruppe avec :
- Stab/Erg.Gr. KG 27 nouvellement créé
- 1./Erg.Gr. KG 27 à partir du Erg.Sta./KG 27
- 2./Erg.Gr. KG 27 nouvellement créé
- 3./Erg.Gr. KG 27 nouvellement créé

Le 19 avril 1941, Erg.Gr. KG 27 est renommé IV./KG 27 avec :
- Stab IV./KG 27 à partir du Stab/Erg.Gr. KG 27
- 10./KG 27 à partir du 1./Erg.Gr. KG 27
- 11./KG 27 à partir du 2./Erg.Gr. KG 27
- 12./KG 27 à partir du 3./Erg.Gr. KG 27

Le 13./KG 27 est formé en août 1942 à Hanovre-Langenhagen.
Le 23 novembre 1944, le IV./KG 27 devient le Erg.KGr.(J) avec :
- Stab IV./KG27 devient Stab/Erg.KGr.(J)
- 10./KG 27 est dissous
- 11./KG 27 est dissous
- 12./KG 27 devient 1./Erg.KGr.(J)
- 13./KG 27 devient 2./Erg.KGr.(J)

Gruppenkommandeure :
| Début             | Fin               | Grade        | Nom                  |
| ----------------- | ----------------- | ------------ | -------------------- |
| 24 novembre 1940  | Mars 1941         | Oberleutnant | Bernhard Schlafke    |
| 13 mars 1941      | 24 septembre 1941 | Hauptmann    | Johannes Lorenz      |
| 25 septembre 1941 | Octobre 1941      | Hauptmann    | Hellmann             |
| 30 octobre 1941   | 30 novembre 1942  | Hauptmann    | Gerhard Braunschweig |
| 1er décembre 1942 | 23 novembre 1944  | Major        | Walter Engel         |

### 14.(Eis)/KG 27
Formé en janvier 1943 à Charkow-Woitschenko.

Il est dissous en mars 1945.